# Vimaladharma Surya II
Vimaladharma Surya II (né vers 1670 mort en 4 juin 1707)  est un roi de Kandy de 1687 à 1707 .

## Biographie
Le roi de Kandy Râjasimha II meurt à l'âge de 55 ans le 6 décembre 1687. Il laisse le trône à son fils et successeur de 17 ans  Mahastane  qui devient roi sous le nom de Vimaladharma II. le nouveau souverain est un homme sans ambition et d'un caractère très religieux. Pendant son règne de 19 ans conformément aux recommandations de son père il maintient la paix avec les Hollandais qui prennent le contrôle du commerce extérieur du royaume. Il dépêche également une ambassade au royaume du Siam afin de réclamer l'envoi de religieux afin de renouveler les rites et ordonnances du bouddhisme qui étaient négligés dans son royaume. Il épouse une fille de Mahesi de Madurai et à sa mort il a comme successeur son fils Sri Vira Parakrama Vira Narendra Sinha.